# جیمی کلی
جیمی کلی (انگلیسی: Jimmy Kelly؛ 1911 – ۳۱ اکتبر ۱۹۷۰) بازیکن فوتبال اهل جمهوری ایرلند بود.
از باشگاه‌هایی که در آن بازی کرده‌است می‌توان به باشگاه فوتبال لیورپول، باشگاه فوتبال شامروک روورز، و تیم ملی فوتبال جمهوری ایرلند اشاره کرد.
وی همچنین در تیم‌های ملی فوتبال Ireland (IFA) Irish Free State (FAI) Irish League XI League of Ireland XI بازی کرده‌است.